# Кніппер-Чехова Ольга Леонардівна
О́льга Леона́рдівна Кні́ппер-Че́хова (нар. 9 (21) вересня 1868, Глазов — 22 березня 1959, Москва) — російська та радянська акторка німецького походження, дружина Антона Чехова і перша виконавиця ролей у його п'єсах. Народна артистка СРСР.

## Біографія
Народилася в сім'ї інженера-технолога Леонарда Августовича (німця за національністю) та його дружини Анни Іванівни, до шлюбу Зальца (професор по класу вокалу). Закінчила Музично-драматичне училище Московського філармонічного товариства (1898, клас В. І. Немировича-Данченко). Прийнята в щойно створену трупу Московського Художнього театру.
Лауреатка Сталінської премії (1943). Нагороджена двома орденами Леніна та ін.

### Зустріч з Антоном Чеховим
Вперше зустрілася з Антоном Чеховим на репетиціях спектаклей «Чайка» і «Царь Фёдор Иоаннович» (9, 11 та 14 вересня 1898 року).
25 травня (7 червня) 1901 року Антон Павлович і Ольга Леонардівна обвінчались. Шлюб тривав до смерті Чехова 2 (15) липня 1904 року.

## Фільмографія
- «Солістка його величності» (1927)